# Centre d'accueil et d'orientation
Pour les articles homonymes, voir CAO.
Un Centre d'accueil et d'orientation (CAO) est une structure d'hébergement temporaire à destination des migrants mise en place en octobre 2015 par la France pour faire face à la crise migratoire en Europe et plus précisément à l'évacuation de la Jungle de Calais. Il s'agit généralement d'un bâtiment qui appartient ou est loué à l'État pour accueillir les migrants, les accompagner dans leurs premières démarches de demande d'asile afin de leur proposer à terme une place dans un Centre d'accueil de demandeurs d'asile (CADA), une structure beaucoup plus stable et adaptée aux demandeurs d'asile. 

## Contexte
Les pays européens connaissent un afflux de migrants très important (à partir de 2015 essentiellement) à la suite de la crise migratoire en Europe, notamment du fait de la guerre civile syrienne. La France en fait partie et des milliers de migrants, souhaitant aller en Grande-Bretagne pour nombre d'entre eux, campent dans ce qu'on appelle la Jungle de Calais. Ce camp devient rapidement problématique pour l'État français qui décide de le démanteler et évacuer ses habitants dans des CAO. 

### Conséquences du démantèlement de la jungle de Calais
Les personnes migrantes de la Jungle de Calais sont définitivement dispersées à travers les CAO sur le territoire français dès le 24 octobre 2016. Elles ne peuvent pas rester dans les groupes qu'elles ont pu constituer auparavant. Les familles et personnes isolées et fragilisées sont parfois aidées par des bénévoles d'associations comme Salam,. Malgré cela, le Front national dénonce le plan de dispersion comme une mesure irresponsable alors que les ONG comme Médecins du monde s'inquiètent du suivi médical et psychologique des personnes dispersées. Le gouvernement français annonce après le premier jour de l'opération que 2318 personnes migrantes ont été prises en charge, parmi lesquelles 1918 personnes majeures qui ont été transférées à l'aide de 45 bus dans 80 CAO. Les personnes mineures ont été envoyées dans des centres provisoires. 

### Violences exercées contre les CAO
La Ministre du logement Emmanuelle Cosse appelle à l'arrêt des mesures de harcèlement envers les CAO le 6 octobre, après des coups de feu tirés contre un centre d'accueil à Saint-Brévin,. Mi-octobre, un CAO est incendié en Gironde à Arès. Le conseil municipal de cette commune s'est largement positionné contre l'accueil de personnes migrantes sur le territoire de la commune. D'autres manifestations initiées par les personnalités proche du Front National voient le jour en France, notamment à Talence. 

## Présentation
Les CAO sont des bâtiments qui appartiennent ou sont loués à l'État. Les migrants y sont accueillis pour se reposer et réfléchir à leur projet migratoire : retourner dans le pays d'origine ou faire une demande d'asile. Ils sont aidés par une équipe d'accompagnateurs pour les problèmes sanitaires, sociaux et administratifs. Lorsque la procédure de demande d'asile est lancée, le migrant devient officiellement un demandeur d'asile et l'État lui propose ainsi une place dans un Centre d'Accueil de Demandeurs d'Asile (CADA). Le séjour moyen d'un migrant dans un tel centre est estimé de un à trois mois. Il y a environ 450 centres en France métropolitaine (sauf en Corse et en Île-de-France), c'est-à-dire 12 000 places au total. On compte trois centres accueillant spécifiquement les mineurs. Parmi les personnes migrantes accueillies par les CAO, les pays d'origine les plus représentés sont le Soudan (1068 personnes accueillies selon des données de janvier 2016), l'Afghanistan (397 personnes), l'Irak (302) et le Koweït (79). 

### Répartition géographique
Les CAO sont répartis dans toutes les régions de France métropolitaine, hormis l’Île-de-France et la Corse. Celles qui comptent le plus de CAO sont l’Occitanie (71 centres), le Grand-Est (64 centres), la Nouvelle-Aquitaine (59 centres) et l’Auvergne-Rhône-Alpes (47 centres).
L'accueil reservé aux personnes migrantes diverge selon la situation dans les régions.
 (mars 2017).
- Région Provence-Alpes-Côte d'Azur: En 2015, Marion Maréchal-Le Pen, la tête de liste du Front national, obtient 45.22 % des votes. Le Front National s'oppose à l'accueil des personnes migrantes sur le territoire français. Depuis juin 2015, le contrôle à la frontière franco-italienne est rétabli, et les personnes migrantes qui passent la frontière sont pour la plupart interceptées et renvoyées en Italie[13]. Le président du Conseil départemental des Alpes-Maritimes Eric Ciotti en 2016 se positionne contre ce qu'il appelle la multiplication de petits Calais à plusieurs reprises dans les médias.